# Johan Bertilsson
Johan Bertilsson (sinh ngày 15 tháng 2 năm 1988) là một cầu thủ bóng đá người Thụy Điển thi đấu cho Dalkurd FF ở vị trí tiền vệ.